# Аннемунд Лионский
Аннемунд (лат. Annemundus; казнён в 658) — епископ Лиона (645—658), святой (день памяти — 28 сентября).

## Биография
Святой Аннемунд, или Онемунд, или Шамон (Annemundus, Aunemundus или Chamond), брат Дальфина, графа Лионского, советник франкского короля Хлодвига II и друг святого Уилфрида, был епископом Лионским.
Святой Аннемунд был казнён в 658 году. Согласно «Церковной истории народа англов» Беды Достопочтенного, это произошло по приказу королевы Балтильды. Преемником Аннемунда на кафедре Лионской епархии стал святой Генезий.
Французская коммуна Сент-Шамон (Saint-Chamond) носит его имя.